# Max Graf
Max Graf (ur. 1 października 1873 w Wiedniu, zm. 24 czerwca 1958 tamże) – austriacki muzykolog, krytyk muzyczny i pedagog.

## Życiorys
Studiował u Eduarda Hanslicka i Antona Brucknera. W 1896 roku uzyskał na Uniwersytecie Wiedeńskim stopień doktora muzykologii na podstawie pracy Die Musik der Frau in der Renaissancezeit (wyd. Wiedeń 1905). Od 1900 do 1938 roku pisał krytyki muzyczne do „Wiener Allgemeine Zeitung”. W latach 1902–1909 zatrudniony był na stanowisku docenta w konserwatorium Gesellschaft der Musikfreunde w Wiedniu, następnie od 1909 do 1938 roku wykładał w Staatsakademie für Musik. Po Anschlussie Austrii w 1938 roku wyemigrował do Stanów Zjednoczonych. Wykładał w New School for Social Research w Nowym Jorku, w Carnegie Institute and Library w Pittsburghu i w Temple University w Filadelfii. W 1947 roku wrócił do Wiednia, gdzie w latach 1947–1950 prowadził seminarium krytyki muzycznej w Staatsakademie.
Był propagatorem twórczości kompozytorów współczesnych. Muzykę omawiał w swoich pracach na szerokim tle kulturowym, w kontekście prądów estetycznych danej epoki i w powiązaniu z innymi sztukami.
Jego synem był reżyser operowy Herbert Graf.

## Prace
(na podstawie materiałów źródłowych)
- Deutsche Musik im 19. Jahrhundert (Berlin 1898)
- Wagner-Probleme und andere Studien (Wiedeń 1900)
- Die innere Werkstatt des Musikers (Stuttgart 1910)
- Richard Wagner im „Fliegenden Hollander” (Wiedeń–Lipsk 1911)
- Vier Gespräche über deutsche Musik (Ratyzbona 1931)
- Legend of a Musical City (Nowy Jork 1945; 2. wyd. 1969)
- Composer and Critic (Nowy Jork 1946; 2. wyd. 1969)
- Modern Music (Nowy Jork 1946; 2. wyd. 1969; wyd. niem. pt. Geschichte und Geist der modernen Musik 1953)
- From Beethoven to Shostakovich (Nowy Jork 1947; 2. wyd. 1969)
- Die Wiener Oper (Wiedeń 1955)
- Jede Stunde war erfüllt: Ein Halbes Jahrhundert Musik und Theaterleben (Wiedeń–Frankfurt nad Menem 1957)